# Mammarap
Mamarap è un album di Benito Urgu. Contiene registrazioni risalenti agli anni '70 ed è stato pubblicato nel 1988 da Frorias Edizioni.

## Tracce
1. Mammarap (Urgu, De Amicis)
2. Surnames (Fois, Martinez)